# 浮田村
浮田村（うきたそん）は、岡山県上道郡にあった村。現在の岡山市東区の一部にあたる。

## 地理
砂川中流右岸の平地と、大廻山の東麓、シャシャ木山の北麓にかけて位置していた。

## 歴史
- 1889年（明治22年）6月1日、町村制の施行により、上道郡中尾村、沼村、草ヶ部村、谷尻村、北方村が合併して村制施行し、浮田村が発足[1][2]。旧村名を継承した中尾、沼、草ヶ部、谷尻、北方の5大字を編成[2]。
- 1955年（昭和30年）2月11日、上道郡上道町に編入され廃止[1][2]。

### 地名の由来
戦国時代に村の中央部に亀山城を築いた宇喜多氏の活躍にちなむ。

## 産業
- 農業、果樹[2]

## 交通

### 道路
- 旧西国街道[2]

## 乗合自動車
- 岡山からの乗合バスが運行された[2]。

## 教育
- 1892年（明治25年）浮田尋常小学校開校[2]。1900年（明治33年）高等科併置[2]。1914年（大正3年）実業補習学校を付設[2]。1947年（昭和22年）幼稚園併置[2]。

## 出身・関連著名人
- 杉本京太（邦文タイプライター発明者）[2]
- 井尻艶太（学校法人吉備学園校祖）[2]
- 松本生太（学校法人鎌倉女子大学創立者）[2]
- 有本芳水（詩人。妻の実家大字北方に疎開を契機に居住）[2]